# Nyctereutes procyonoides
Il nittereute (Nyctereutes procyonoides, dove nycto- dal greco significa "notte", ereutes "che si aggira", e procyon "procione"), detto anche cane procione o cane viverrino, è una volpe indigena dell'Asia orientale, in particolare delle valli fluviali e dei margini delle foreste nelle regioni dell'Amur e dell'Ussuri, nella Siberia orientale, in Giappone, Manciuria e Indocina. 
È una specie anomala che conserva tratti di altri caniformi, come i procionidi e i tassi, andati perduti negli altri canidi. Si distingue per il corpo insolitamente tozzo e lento, la mascherina di pelo scuro attorno agli occhi e la capacità di andare in letargo. La sua bizzarra fisionomia ha in passato portato alcuni studiosi a ipotizzare una stretta parentela con i canidi sudamericani, come il maikong o le licalopecie, ma gli studi genetici hanno dimostrato che si tratta piuttosto di una forma primitiva di volpe. Vengono tradizionalmente riconosciute cinque sottospecie, sebbene vi siano indicazioni che le popolazioni giapponesi, comunemente dette tanuki, siano morfologicamente e geneticamente abbastanza distinte da poter essere considerate una specie a sé stante, N. viverrinus.
Il nittereute è principalmente un animale notturno e opportunista, occupando una nicchia ecologica simile a quella del tasso e della volpe rossa. Si ciba di qualsiasi fonte di cibo disponibile, sebbene nelle zone umide possa diventare un cacciatore specializzato di anfibi.
La IUCN lo classifica tra le specie a rischio minimo, poiché è comune nel suo areale indigeno asiatico ed è ampiamente diffuso in Europa in seguito a introduzioni artificiali. Esemplari della sottospecie siberiana N. p. ussuriensis sono stati segnalati nell'Italia nord-orientale sin dalla seconda metà degli anni Ottanta, sebbene in numero ridotto. In Europa è generalmente considerato un animale nocivo, in quanto minaccia le popolazioni di uccelli terricoli e anfibi e può essere vettore di varie malattie pericolose, come la rabbia.

## Descrizione

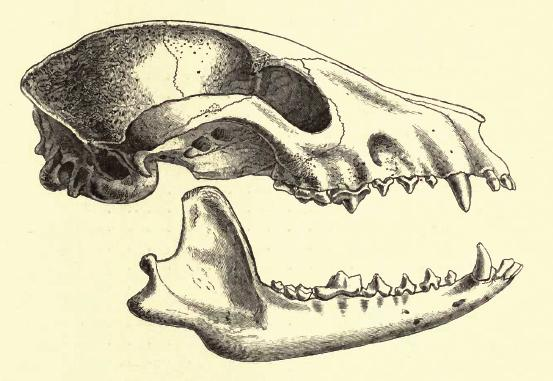
Illustrazione del cranio

Il nittereute è un canide di piccola taglia, con un torace allungato e una coda corta. Gli arti sono brevi e snelli, conferendo all'animale un aspetto goffo e tozzo durante l'inverno, quando il pelo è più lungo e le riserve di grasso sono più spesse. Il cranio è robusto, con una fronte elevata, una regione facciale corta e una cresta sagittale ben sviluppata. La mandibola presenta una grande protuberanza separata dal processo angolare da un incavo, un tratto primitivo condiviso con gli urocioni del Nuovo Mondo. I denti sono relativamente piccoli e deboli, con il terzo molare inferiore spesso mancante. La faccia è caratterizzata da una mascherina di pelo nero e da lunghi peli sulle guance. Il mantello varia dal giallo al grigio o al rosso, con peli di guardia neri sulla schiena, sulle spalle e sulla superficie dorsale della coda. La borra è grigia o rossiccia. Da adulto, il nittereute misura tra i 50 e i 68 cm di lunghezza corporea e pesa tra i 4 e i 6 kg in estate e tra i 6 e i 10 kg in inverno, prima del letargo. Non abbaia, ma ringhia se minacciato.

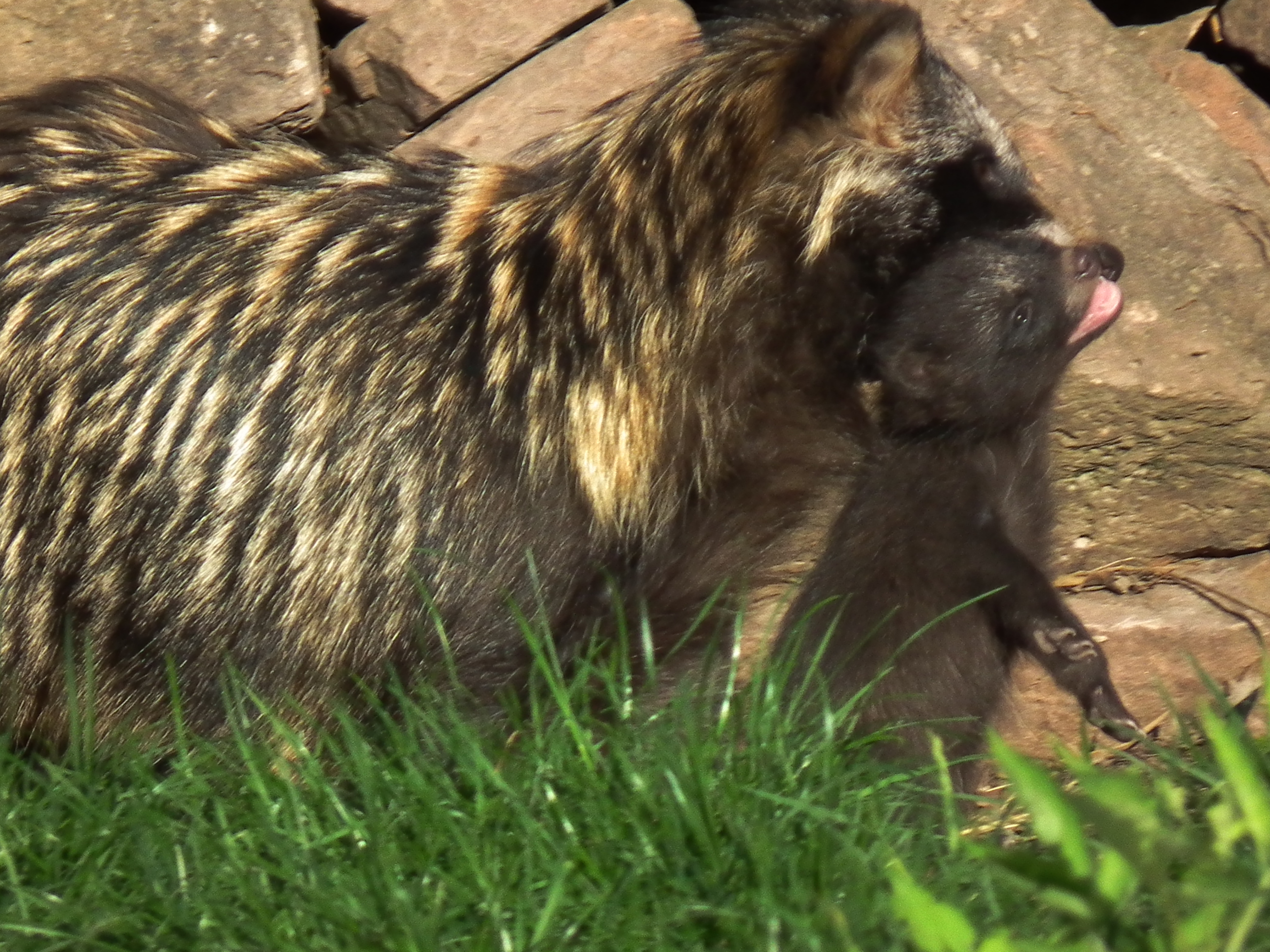
Nittereute che trasporta un cucciolo

È un animale strettamente monogamo, che difende il proprio territorio dagli esemplari dello stesso genere. La grandezza del territorio dipende dall'abbondanza di cibo. L'accoppiamento avviene solitamente a marzo e la gravidanza dura circa due mesi. Entrambi i genitori scavano o s'impadroniscono di una tana una settimana prima del parto. In Finlandia, Polonia e nella Russia sudorientale, la cucciolata media è composta da nove piccoli, che alla nascita pesano circa 120 grammi. Nelle regioni più fredde, come la Russia nordoccidentale, le cucciolate sono generalmente più piccole, con una media di sei cuccioli. Entrambi i genitori si prendono cura della prole, che emerge dalla tana all'età di 3-4 settimane. La taglia adulta viene raggiunta solitamente nel primo autunno dopo la nascita, mentre la maturità sessuale arriva tra i 9 e gli 11 mesi.
Come molti caniformi, ma caso unico tra i canidi, il nittereute va in letargo. Nella prima metà dell'inverno, il grasso sottocutaneo aumenta del 18-23% e il grasso interno del 3-5%. Gli esemplari che non riescono a raggiungere questi livelli di accumulo di grasso solitamente non sopravvivono all'inverno. Quando la neve raggiunge una profondità di 15-20 cm, la mobilità del nittereute è limitata a un raggio di 150-200 metri dalla tana. Durante il letargo, il metabolismo rallenta del 25%, tornando alla normalità verso febbraio, quando le femmine entrano in calore e il cibo diventa più disponibile.

## Evoluzione e tassonomia

### Fossili

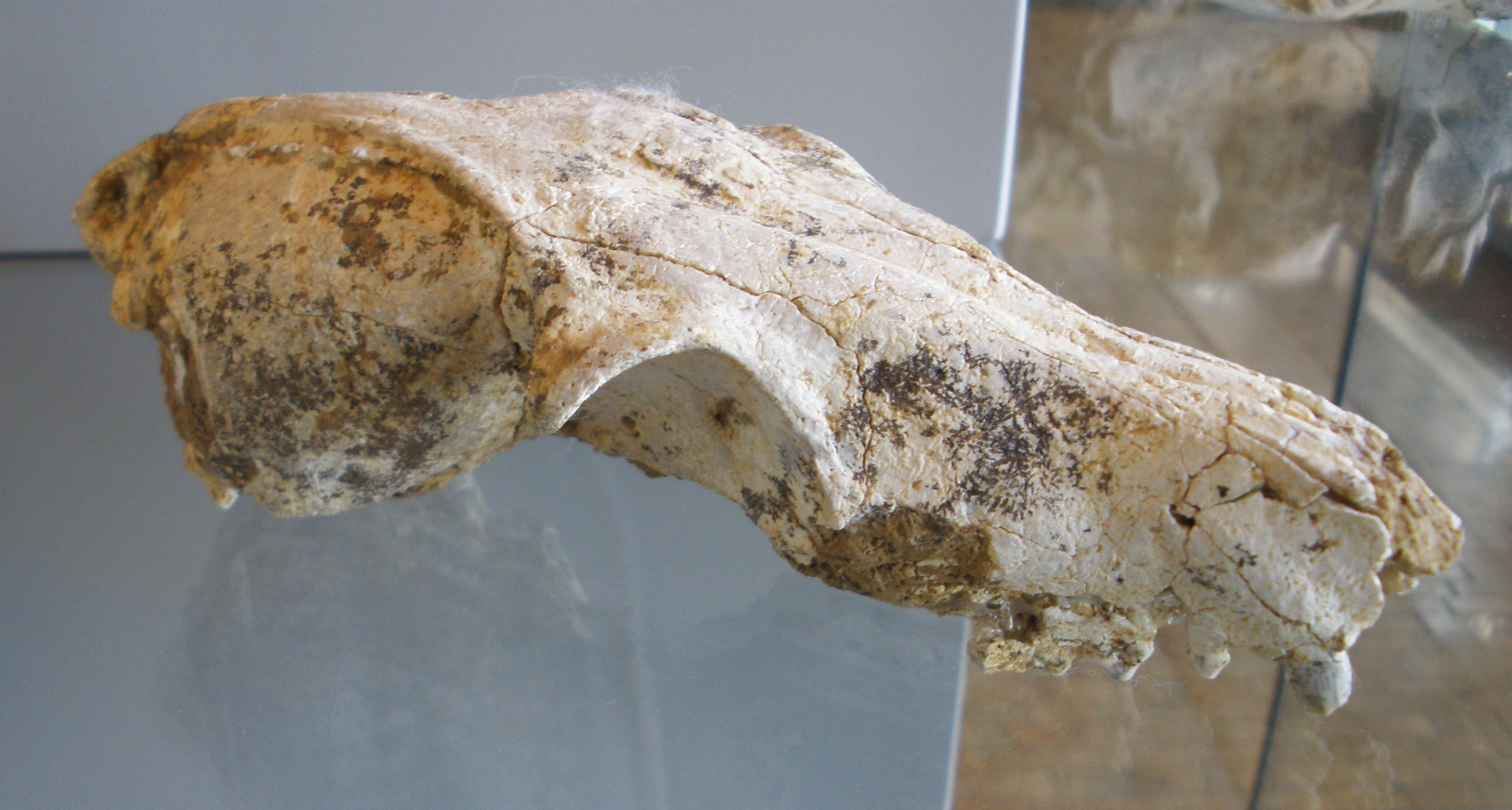
Cranio fossile di Nyctereutes megamastoides

Il genere a cui appartiene il nittereute (Nyctereutes) ha una lunga storia evolutiva, risalente al Miocene superiore (circa 6 milioni di anni fa). È probabile che gli antenati di Nyctereutes siano migrati in quest'epoca dal Nord America verso l'Asia, attraversando il ponte di Bering, allora presente tra le due masse continentali. Il più antico rappresentante noto di Nyctereutes è N. tingi, scoperto in Cina: della taglia di un coyote, questo canide si sviluppò nel corso del Pliocene (fino a circa 3 milioni di anni fa) e si diffuse attraverso l'Asia, dando origine, in Europa, all'assai simile N. donnezani, noto principalmente nel giacimento di Perpignano.
Successivamente apparvero specie più evolute, come N. sinensis in Cina e N. megamastoides in Europa, che alla fine diedero origine alla specie tuttora vivente N. procyonoides. Nel frattempo, Nyctereutes raggiunse l'Africa nel corso del Pliocene con le specie N. abdeslami e N. terblanchei, per poi estinguersi nel Pleistocene medio (circa 1 milione di anni fa). La specie moderna, N. procyonoides, è sopravvissuta in Asia grazie alla sua taglia inferiore rispetto ai suoi stretti parenti e agli adattamenti dentari che lo hanno portato a una dieta ipocarnivora.

### Filogenesi
La posizione tassonomica del nittereute all'interno della famiglia dei canidi ha subito numerose revisioni a causa della sua morfologia anomala. Nel 1880, Thomas Henry Huxley propose una parentela tra il nittereute e i cerdocionini sudamericani, basandosi su similitudini craniche e dentarie. Nel 1967, la biologa Devra G. Kleiman descrisse somiglianze morfologiche e comportamentali tra il nittereute e l'otocione, notando che entrambe le specie dormono socialmente, si toelettano a vicenda e che i maschi posizionano la coda in una U invertita quando sono sessualmente eccitati. Juliet Clutton-Brock lo collocò provvisoriamente tra le licalopecie sudamericane, sebbene ammise che la sua posizione sistematica fosse difficile da determinare, poiché non mostrava chiare affinità con gli altri canidi.
Il paleontologo Xiaoming Wang propose che il nittereute fosse strettamente imparentato con l'attuale maikong (Cerdocyon thous) del Sud America, a causa della dentatura simile e del processo angolare della mandibola ingrandito. Ulteriori studi anatomici sulla forma del cervello di entrambe le specie sembrerebbero corroborare questa ipotesi. Si è ipotizzato che un antenato comune a Nyctereutes e Cerdocyon sia vissuto nel Miocene superiore in Nord America; resti di Cerdocyon del Pliocene inferiore ritrovati in Texas potrebbero confermare questa teoria. Tuttavia, una filogenesi proposta nel 2005, basata sull'analisi del genoma mitocondriale dei canidi odierni, ha dimostrato che il nittereute è in realtà un membro della tribù dei vulpini, che comprende gli otocioni e le vere volpi:
|  | Otocione                                                  |
|  |                                                           |
|  | \| \| Nittereute \| \| \| \| \| \| Vere volpi \| \| \| \| |
|  |                                                           |
|  | Nittereute                                                |
|  |                                                           |
|  | Vere volpi                                                |
|  |                                                           |

|  | Nittereute |
|  |            |
|  | Vere volpi |
|  |            |

|  | Otocione                                                  |
|  |                                                           |
|  | \| \| Nittereute \| \| \| \| \| \| Vere volpi \| \| \| \| |
|  |                                                           |
|  | Nittereute                                                |
|  |                                                           |
|  | Vere volpi                                                |
|  |                                                           |

|  | Nittereute |
|  |            |
|  | Vere volpi |
|  |            |

|  | \| \| Veri cani (canidi lupini e sudamericani) \| \| \| \| |
|  |                                                            |
|  | Veri cani (canidi lupini e sudamericani)                   |
|  |                                                            |

|  | Veri cani (canidi lupini e sudamericani) |
|  |                                          |

|  | Otocione                                                  |
|  |                                                           |
|  | \| \| Nittereute \| \| \| \| \| \| Vere volpi \| \| \| \| |
|  |                                                           |
|  | Nittereute                                                |
|  |                                                           |
|  | Vere volpi                                                |
|  |                                                           |

|  | Nittereute |
|  |            |
|  | Vere volpi |
|  |            |

|  | Otocione                                                  |
|  |                                                           |
|  | \| \| Nittereute \| \| \| \| \| \| Vere volpi \| \| \| \| |
|  |                                                           |
|  | Nittereute                                                |
|  |                                                           |
|  | Vere volpi                                                |
|  |                                                           |

|  | Nittereute |
|  |            |
|  | Vere volpi |
|  |            |

|  | \| \| Veri cani (canidi lupini e sudamericani) \| \| \| \| |
|  |                                                            |
|  | Veri cani (canidi lupini e sudamericani)                   |
|  |                                                            |

|  | Veri cani (canidi lupini e sudamericani) |
|  |                                          |

|  | Otocione                                                  |
|  |                                                           |
|  | \| \| Nittereute \| \| \| \| \| \| Vere volpi \| \| \| \| |
|  |                                                           |
|  | Nittereute                                                |
|  |                                                           |
|  | Vere volpi                                                |
|  |                                                           |

|  | Nittereute |
|  |            |
|  | Vere volpi |
|  |            |

|  | Otocione                                                  |
|  |                                                           |
|  | \| \| Nittereute \| \| \| \| \| \| Vere volpi \| \| \| \| |
|  |                                                           |
|  | Nittereute                                                |
|  |                                                           |
|  | Vere volpi                                                |
|  |                                                           |

|  | Nittereute |
|  |            |
|  | Vere volpi |
|  |            |

|  | \| \| Veri cani (canidi lupini e sudamericani) \| \| \| \| |
|  |                                                            |
|  | Veri cani (canidi lupini e sudamericani)                   |
|  |                                                            |

|  | Veri cani (canidi lupini e sudamericani) |
|  |                                          |

|  | Otocione                                                  |
|  |                                                           |
|  | \| \| Nittereute \| \| \| \| \| \| Vere volpi \| \| \| \| |
|  |                                                           |
|  | Nittereute                                                |
|  |                                                           |
|  | Vere volpi                                                |
|  |                                                           |

|  | Nittereute |
|  |            |
|  | Vere volpi |
|  |            |

|  | Otocione                                                  |
|  |                                                           |
|  | \| \| Nittereute \| \| \| \| \| \| Vere volpi \| \| \| \| |
|  |                                                           |
|  | Nittereute                                                |
|  |                                                           |
|  | Vere volpi                                                |
|  |                                                           |

|  | Nittereute |
|  |            |
|  | Vere volpi |
|  |            |

|  | \| \| Veri cani (canidi lupini e sudamericani) \| \| \| \| |
|  |                                                            |
|  | Veri cani (canidi lupini e sudamericani)                   |
|  |                                                            |

|  | Veri cani (canidi lupini e sudamericani) |
|  |                                          |

### Sottospecie

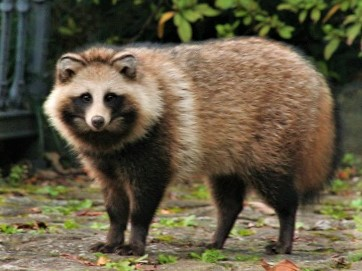
Esemplare di N. p. viverrinus nella prefettura di Tochigi

Dal 2005, la MSW riconosce cinque sottospecie di N. procyonoides: 
- N. p. koreensis (Mori, 1922) - nittereute coreano
- N. p. orestes (Thomas, 1923) - nittereute dello Yunnan
- N. p. ussuriensis (Matschie, 1907) - nittereute siberiano
- N. p. procyonoides (Gray, 1834) - nittereute cinese
- N. p. viverrinus (Temminck, 1838) - nittereute giapponese

È stato però proposto di considerare la sottospecie giapponese una specie a sé stante, N. viverrinus, in base a notevoli differenze di grandezza, morfologia cranica e numero cromosomico, probabilmente dovute al suo isolamento genetico dalle sottospecie continentali sin dal Pleistocene medio.

## Ecologia

### Alimentazione e habitat
Il nittereute è un animale onnivoro, con una dieta che varia stagionalmente. Nella prima metà dell'estate si ciba principalmente di rane, lucertole, serpenti, insetti e altri invertebrati, oltre che di uccelli e delle loro uova. Si nutre anche di piante, in particolare bacche e frutti, prima di andare in letargo. Indipendentemente dalla stagione, i piccoli roditori rappresentano la sua principale preda. Se ne ha l'opportunità, può nutrirsi anche di carogne, pesci e crostacei, come granchi e gamberi di fiume.
Il nittereute occupa principalmente foreste e boscaglie lungo laghi e ruscelli. Sebbene possa scavarsi una tana, normalmente preferisce occupare quelle scavate in precedenza dalle volpi rosse e dai tassi. In Giappone, la specie è stata segnalata in foreste decidue, foreste di latifoglie sempreverdi, foreste miste, terre agricole e zone urbane costiere o subalpine. Nella Russia orientale predilige le zone di pianura, in particolare prati umidi e terre agricole, evitando le foreste fitte. Nelle aree in cui è stato introdotto, preferisce le foreste umide e le rive di fiumi e laghi in estate, mentre in autunno e inverno si sposta nelle brughiere. Nell'arcipelago finlandese abita soprattutto foreste di pini, dove si nutre di mirtilli.

### Nemici e concorrenti
Il lupo è il principale predatore del nittereute e ne uccide un gran numero, soprattutto in primavera e in estate, sebbene raramente anche in autunno. In Tatarstan, la predazione da parte del lupo può rappresentare fino al 55,6% della mortalità, mentre nella Russia nordoccidentale può raggiungere il 64%. Le volpi rosse uccidono i cuccioli di nittereute e sono state osservate mordere gli adulti fino alla morte. Sia le volpi rosse sia i tassi competono con i nittereuti per il cibo e, se questi ultimi entrano nelle loro tane, possono essere uccisi. La predazione da parte delle linci è rara, ma i nittereuti sono vulnerabili agli attacchi di vari uccelli rapaci, come aquile reali, aquile di mare, astori e gufi reali.

## Areale
Il nittereute è originario dell'Estremo Oriente, dall'Indocina settentrionale fino all'angolo sudorientale della Russia. È presente anche in Mongolia e nell'arcipelago giapponese, dove è diffuso su Hokkaido, Honshu, Shikoku, Kyushu, Awaki, Sado e altre isole a nord di Kyushu.

### Storia delle introduzioni artificiali

#### Prime introduzioni nell'Urss
I nittereuti furono allevati in cattività in Russia all'inizio del XX secolo per la produzione di pellicce. Tuttavia, nella seconda metà degli anni Venti, si decise di rilasciare migliaia di esemplari della sottospecie N. p. ussuriensis in varie aree della porzione europea dell'Unione Sovietica, con l'obiettivo di stabilire una nuova popolazione di animali da pelliccia.
Le prime introduzioni avvennero tra il 1928 e il 1929, quando 415 femmine gravide furono trasferite in Transcaucasia, Abcasia, Ossezia del Sud e Karatallinia. Nelle regioni asiatiche in cui furono introdotti, le popolazioni rimasero piccole o scomparvero del tutto. Altri esemplari furono rilasciati a metà degli anni Trenta nelle regioni di Leningrado, Novgorod, Kalinin, Ciscaucasia, Rjazan', Kirghizistan e Ucraina. La specie fu inoltre introdotta ad Astrachan' tra il 1936 e il 1938, in Moldavia tra il 1949 e il 1954, a Pskov nel 1947, in Estonia negli anni Cinquanta e nell'istmo careliano nel 1953. Nel 1963 furono rilasciati 100 esemplari in Bielorussia, mentre altri furono introdotti in aree dell'estremo nord, come la penisola di Kola nel 1936 e l'oblast' di Arcangelo tra il 1950 e il 1953.

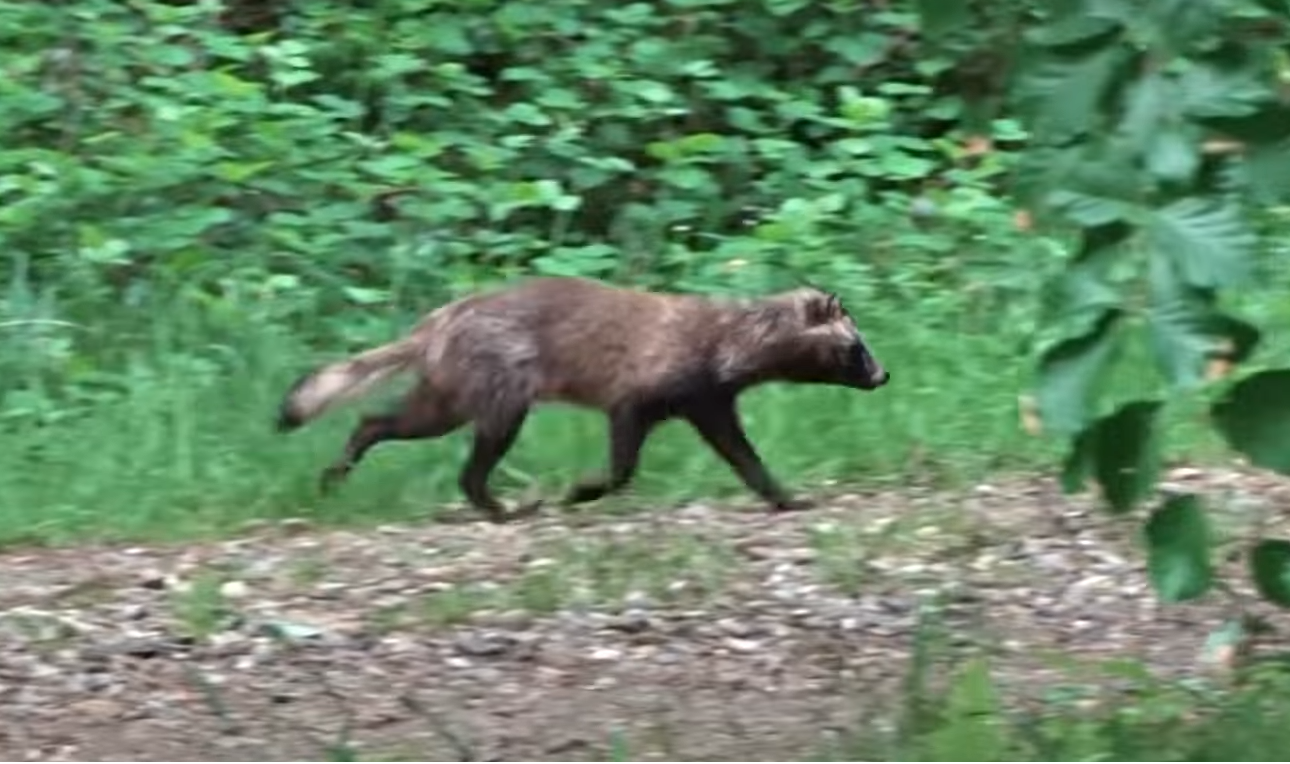
Nittereute in Danimarca

#### Scandinavia e i paesi baltici
I nittereuti furono segnalati in Finlandia già negli anni Trenta e Quaranta, e colonizzarono il Paese negli anni Cinquanta, fino a occupare gran parte della Finlandia centrale e meridionale a metà degli anni Settanta. Attualmente, il nittereute è il carnivoro di taglia media più comune in Finlandia. Colonizzò Estonia e Lituania negli anni Cinquanta e, nel 1951, circa 1000 esemplari furono avvistati o abbattuti in Lettonia. In Svezia, la specie fu segnalata per la prima volta nel 1945, ma iniziò a proliferare solo all'inizio del XXI secolo. In Norvegia, il primo avvistamento risale al 1983, ma non vi furono ulteriori segnalazioni fino al 2008, quando alcuni esemplari furono abbattuti nella Norvegia centrale.

#### Europa centrale e oltre
Le prime segnalazioni in Polonia risalgono al 1955, mentre in Germania dell'Est al biennio 1961-1962. Alla fine degli anni Sessanta, il nittereute occupava quasi tutta la Polonia, ad eccezione delle zone montuose meridionali. In Germania, rimase relativamente raro fino agli anni Novanta, ma nel 2008-2009 furono abbattuti circa 30.000 esemplari. Dal 1995 al 2003, in Danimarca furono registrate 25 segnalazioni della specie.
In Francia, il nittereute fu segnalato per la prima volta nella seconda metà degli anni Settanta, con la prima riproduzione confermata nel 1988. Oggi, la specie è presente sporadicamente anche nei Paesi Bassi, Moldavia, Slovenia, Croazia, Bosnia ed Erzegovina e Serbia. Vi è stata almeno una segnalazione in Macedonia del Nord, mentre nel 2008 un esemplare fu investito da un'auto nella Spagna sudorientale.

#### Italia
La specie fu avvistata per la prima volta in Italia nella seconda metà degli anni Ottanta, nella Val di Non (Trentino), con un'ulteriore segnalazione nell'Oltrepò Pavese (Lombardia) nella primavera del 1990. Successivamente, nel 1994 fu avvistata in Val di Fiemme, e otto anni più tardi nel comune di Don. Nel 2005, due esemplari furono fotografati di notte da cacciatori nella Riserva di Caccia di Socchieve, in provincia di Udine, sebbene il dato non sia mai stato confermato.
Gli avvistamenti, sebbene sporadici, sono continuati anche negli anni successivi: nel 2016, un esemplare è stato osservato in provincia di Bolzano, e anche nel 2021 mentre nel 2020 un individuo è stato ripreso da fototrappole nei pressi del Torrente Torre (provincia di Udine). Ulteriori segnalazioni sono avvenute anche nel 2021.

## Rapporti con l'uomo

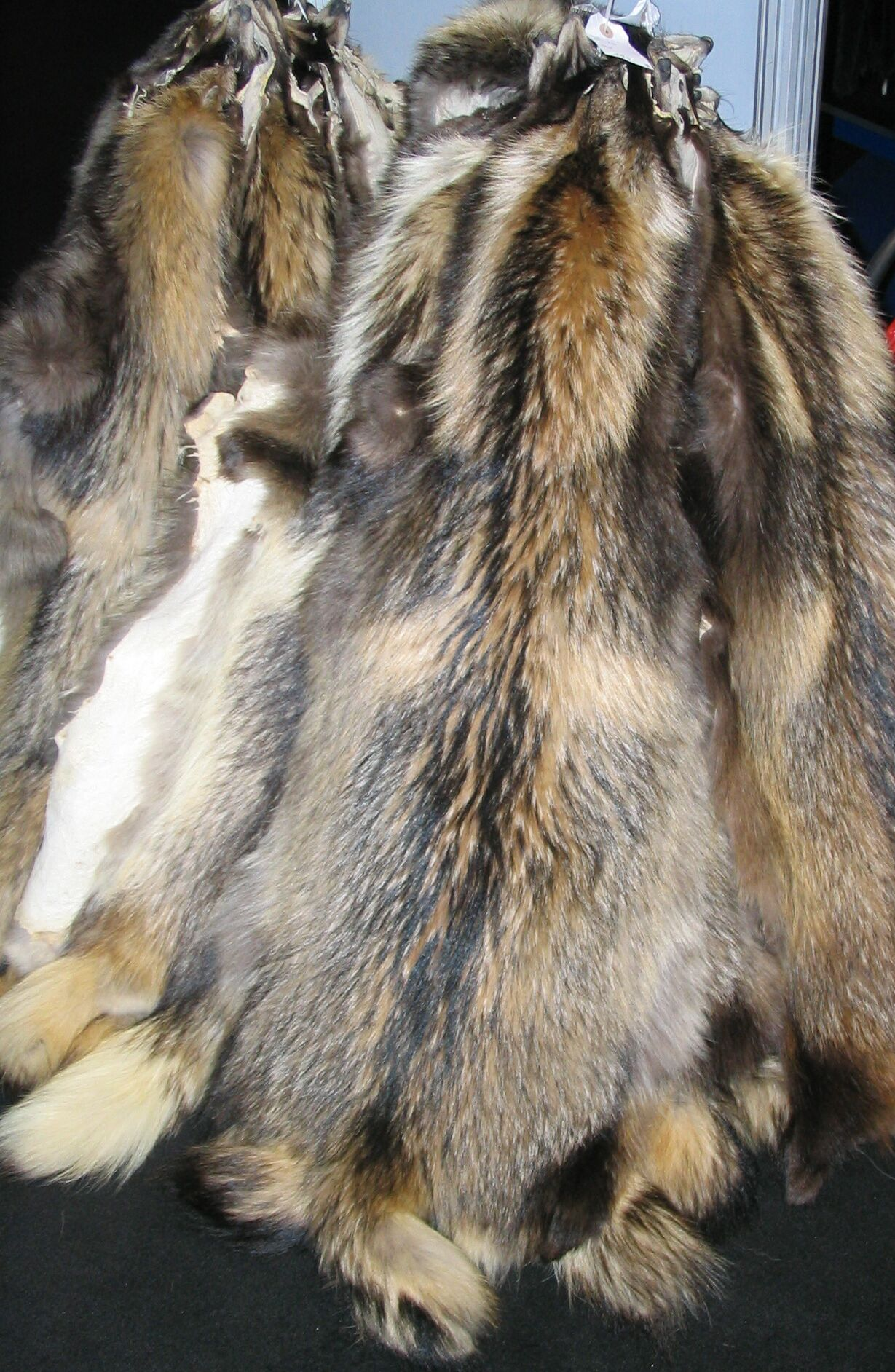
Pellicce di nittereute

### Carne e pelliccia
Il nittereute fornisce una pelliccia folta e durevole, ma ispida. In cattività, può produrre fino a 100 grammi di lana di una qualità solo leggermente inferiore a quella della capra. Le pellicce più pregiate sono quelle più vellutate; le pellicce di piccole dimensioni, ma setose, hanno un prezzo più alto rispetto a quelle grandi, ma ispide. Le pellicce di nittereute sono utilizzate quasi esclusivamente per le finiture, poiché i peli di guardia tendono ad arruffarsi. In Giappone, i peli vengono impiegati nella produzione di pennelli e peluche. I nittereuti giapponesi, sebbene più piccoli rispetto agli esemplari continentali, sono considerati la popolazione più pregiata per la pelliccia, seguiti da quelli dell'Amur e dello Heilongjiang.
La carne del nittereute è altamente nutriente, con un contenuto di proteine pari al 18% e grassi al 3%. È apprezzata dagli abitanti dell'Estremo Oriente russo.

### Come animale nocivo
Nelle aree in cui è stato introdotto, il nittereute è stato segnalato come dannoso per la fauna locale, in particolare per gli anfibi e la selvaggina da penna, soprattutto nelle isole. Nelle zone fluviali, si nutre quasi esclusivamente di uova e pulcini durante la primavera: questi costituiscono circa il 15-20% della sua dieta in Lituania, il 46% nei pressi del fiume Oka e il 48,6% nella riserva di Voronež.
È inoltre dannoso per gli animali da pelliccia come i topi muschiati, poiché distrugge le loro tane e si ciba dei loro piccoli. In Ucraina e nella Russia meridionale, il nittereute causa danni significativi agli orti, alle coltivazioni di meloni, ai vigneti e ai campi di grano.
La specie è stata segnalata come portatrice di parassiti e malattie dannose per l'uomo e il bestiame. In Finlandia, è stata scoperta un'associazione tra il nittereute e i nematodi del genere Trichinella. Inoltre, è sono stato identificato come ospite di Sarcocystis e di Dirofilaria immitis.
Il nittereute è anche un importante vettore di rabbia: in Polonia ed Estonia, il 30-50% dei casi di rabbia è stato attribuito a questa specie, mentre in Finlandia ha rappresentato circa il 75% dei casi durante l'epidemia del 1988-1989.
In Norvegia, i nittereuti possono essere cacciati senza limiti per impedire la formazione di una popolazione stabile. In Danimarca, la caccia è proibita, eccetto nei casi in cui sia necessaria per contrastare i danni alla selvaggina.
In Italia, la specie non è protetta, ma non può essere cacciata senza il permesso delle autorità competenti, in quanto non è inclusa nella lista delle specie oggetto di prelievo.